# Dzień Myśli Braterskiej

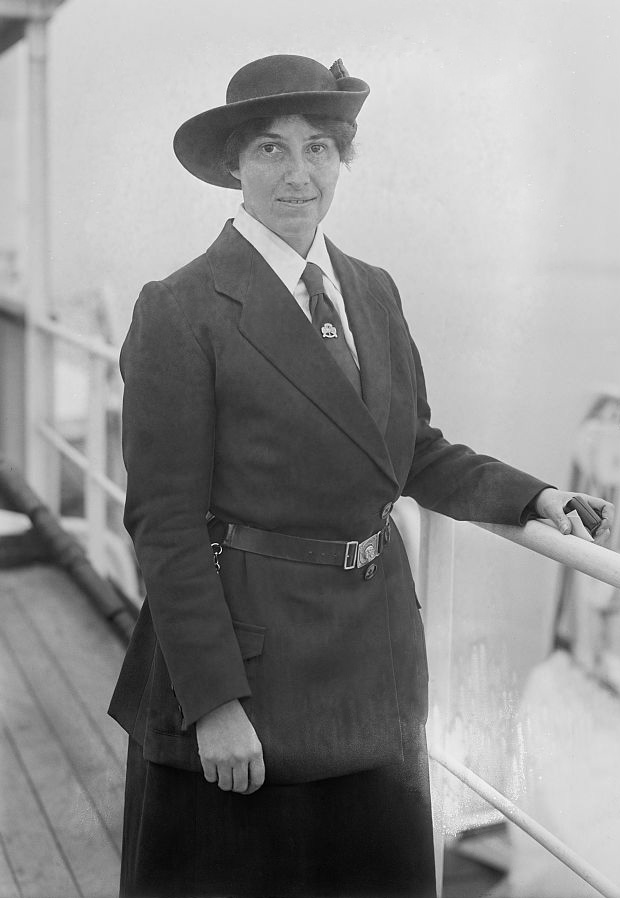
Olave Baden-Powell (1889-1977)

Dzień Myśli Braterskiej (ang. World Thinking Day) – święto przyjaźni obchodzone w dniu 22 lutego każdego roku przez harcerzy i skautów na całym świecie.

## Historia
22 lutego to dzień urodzin założyciela skautingu, sir Roberta Baden-Powella (1857) i jego żony Olave Baden-Powell (1889). Idea ustanowienia tego dnia zrodziła się na 4. Międzynarodowej Konferencji Skautek i Przewodniczek w 1926 w Stanach Zjednoczonych. Początkowo było to święto dziewcząt, jednak z czasem do jego obchodów również dołączyli skauci.
Od 2005 roku Światowe Stowarzyszenie Przewodniczek i Skautek wybiera dorocznie ważną kwestię międzynarodową jako temat światowego Dnia Myśli Braterskiej, okazję do poznania i docenienia innych krajów i kultur, a także zwiększenia świadomości i wrażliwości na problemy globalne.

## Znaczenie
Dzień Myśli Braterskiej uświadamia skautom na całym świecie, jak jest ich wielu i że wszyscy są dla siebie braćmi niezależnie od koloru skóry, narodowości, czy wieku.
W ten dzień harcerze myślą o sobie, składają sobie życzenia, przesyłają kartki, organizują różne gry terenowe lub spotykają się przy ognisku. Dla niektórych środowisk harcerskich Dzień Myśli Braterskiej jest okazją do zbiórki pieniędzy, często na cel charytatywny.